# Sandro Schwarz
Sandro Schwarz, né le 17 octobre 1978 à Mayence, est un footballeur professionnel allemand, reconverti en entraîneur. Il est l'entraîneur du Red Bulls de New York à partir de la saison 2024.

## Biographie
Sandro Schwarz dispute un total de 168 matchs en 2.Bundesliga, inscrivant quatre buts.
Il atteint les quarts de finale de la Coupe d'Allemagne en 2009 avec le club du SV Wehen Wiesbaden.
Le 21 février 2019, le FSV Mayence annonce la prolongation du contrat de Sandro Schwarz : en place depuis l'été 2017, le technicien de quarante ans est désormais lié au club jusqu'en 2022. En novembre 2019, il est démis de ses fonctions.
Schwarz prend la tête du club russe du Dynamo Moscou au mois d'octobre 2020. Pour sa première saison en poste, il amène l'équipe à une place de septième. L'exercice 2021-2022 voit cette fois le Dynamo se placer comme un concurrent au podium voire au titre pendant un temps, occupant la deuxième position pendant une grande partie de la deuxième partie de saison avant de connaître une série de mauvais résultats avec un seul point pris lors des cinq derniers matchs qui le fait finalement tomber troisième. Dans le même temps, il amène le club en finale de la Coupe de Russie, perdue par la suite face au Spartak Moscou. Dans la foulée de cette défaite, Schwarz annonce son départ du club.
Le 2 juin 2022, il retourne en Allemagne et s'engage pour 2 ans avec le club de la capitale allemande du Hertha Berlin. Le 16 avril 2023, il est licencié de son poste à 6 matchs de la fin de la saison.

## Palmarès d'entraîneur
Dynamo Moscou
- Finaliste de la Coupe de Russie en 2022.